# Bhatapara
Bhatapara ist eine Stadt im indischen Bundesstaat Chhattisgarh.
Die Stadt ist Teil des Distrikts Balodabazar-Bhatapara. Bhatapara hat den Status eines Nagar Palika Parishad. Die Stadt ist in 27 Wards gegliedert.

## Demografie
Die Einwohnerzahl der Stadt liegt laut der Volkszählung von 2011 bei 57.537. Sikandrabad hat ein Geschlechterverhältnis von 922 Frauen pro 1000 Männer und damit einen für Indien üblichen Männerüberschuss. Die Alphabetisierungsrate lag bei 80,9 % im Jahr 2011. Knapp 92 % der Bevölkerung sind Hindus, ca. 4 % sind Muslime und ca. 4 % gehören einer anderen oder keiner Religion an. 13,8 % der Bevölkerung sind Kinder unter 6 Jahren.